# Ниня
Ниня́ (Неня, хак. Нині) — река предгорий Абаканского хребта и западной части Южно-Минусинской котловины, правый приток р. Уйбат.
Длина — 72,5 км, площадь водосбора 990 км². Протекает по территории Усть-Абаканского и Аскизского районов Хакасии.
Исток — северный склон горы Карлыган, абсолютная высота около 1000 м. Устье — в 10 км западнее ж.-д. станции Капчалы, абсолютная высота 414 м. Русло сильно извилистое. Пойма в нижней части заболочена, берега в некоторых местах обрывистые. Река горно-степная. Питание смешанное, преимущественно снеговое. Водный режим характеризуется весенним половодьем, формирующимся в конце марта-начале апреля, летне-осенними дождевыми паводками, летне-осенней и зимней меженью. Средний многолетний годовой сток 56,1 млн м³. Водные ресурсы используются для орошения, годовое водопотребление 0,91 млн м³ (1,6 % год. стока).

## Притоки
- 20 км: Бейка (лв)
- 40 км: Немир (пр)
- 50 км: Большой Со (пр)
- Ызыхчул (пр)
- Минтуган (Крутенький) (лв)
- Тимирка (лв)
- Кольчазы (лв)
- Большая Ана (лв)
- Бараба (пр)

## Данные водного реестра
По данным государственного водного реестра России относится к Енисейскому бассейновому округу. Речной бассейн реки — Енисей, речной подбассейн реки — Енисей между слиянием Большого и Малого Енисея и впадением Ангары, водохозяйственный участок реки — Енисей от Саяно-Шушенского гидроузла до впадения реки Абакан.